# Зимма, Бруно
Бруно Зимма (нем. Bruno Simma, в русскоязычных источниках известен также как Симма, род. 29 марта 1941, Квиршид) — немецкий юрист-международник. С 6 февраля 2003 судья Международного суда ООН.
С 1973 по 2006 был профессором международного права в Мюнхенском университете имени Людвига Максимилиана и неоднократно работал в Гаагской академии международного права.

## Труды
- Kommentar zur Charta der Vereinten Nationen, Oxford University Press, 2. Aufl. 2002
- в соавторстве с Альфредом Фердроссом: Universelles Völkerrecht. Theorie und Praxis. Berlin, 3. Auflage, 1984